# Tajovská kopa
Tajovská kopa je přírodní památka v oblasti Poľana.
Nachází se v katastrálním území obcí Banská Bystrica a Tajov v okrese Banská Bystrica v Banskobystrickém kraji. Území bylo vyhlášeno či novelizováno v roce 1991 na rozloze 0,2719 ha. Ochranné pásmo nebylo stanoveno.